# Oghusen
|  | Dieser Artikel wurde aufgrund von inhaltlichen Mängeln auf der Qualitätssicherungsseite des Projektes Türkei eingetragen. Hilf mit, die Qualität dieses Artikels auf ein akzeptables Niveau zu bringen, und beteilige dich an der Diskussion! |

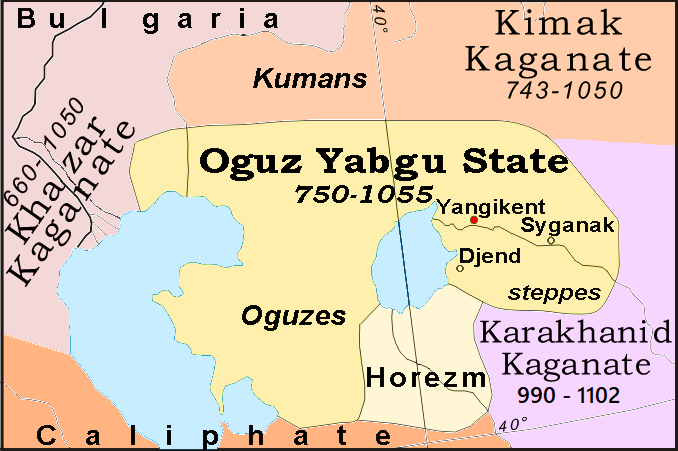
Das ursprüngliche Land der Oghusen, 750–1055

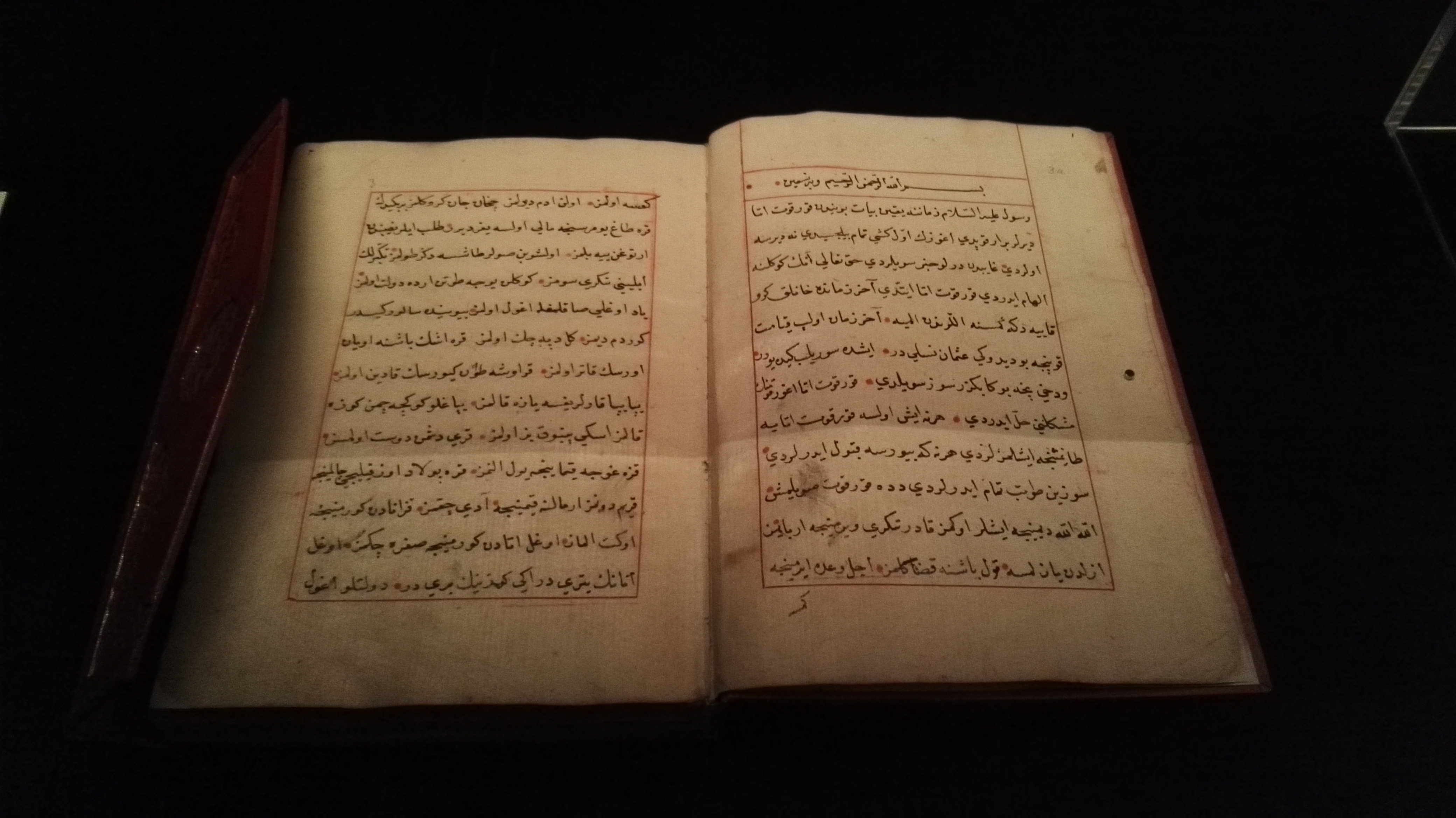
Das Dede Korkut, das Nationalepos der Oghusen im Buchmuseum der SLUB Dresden

Oghusen (in den Orchon-Inschriften: 𐰆𐰍𐰔𐰞𐰺; Oγuz, osmanisch اوغوز; Oġuz, türkisch Oğuz) ist alleinstehend oder in Zusammensetzung mit Zahlwörtern eine Bezeichnung für diverse historische türkische Stammeskonföderationen, deren Zusammenhang untereinander unklar ist.
Oğuz ist die alttürkische Eigenbezeichnung. Historische arabische Quellen verweisen mit غوزّ DMG Ġuzz, byzantinische Quellen verweisen mit Ούζοι Ouzoi (Us bzw. Plural die Usen oder Uz) auf die Oğuz. Die von islamischen Autoren als „Ġuzz“ bezeichneten Oghusen (zu unterscheiden von den weiter östlich beschriebenen Toquz Ġuzz, deren Zusammenhang mit den Uiguren unklar ist) waren eine der politischen Einheiten, die nach dem Zusammenbruch des Göktürkenreichs auftauchten bzw. wieder erschienen. Sie standen unter der Herrschaft eines Yabghu. Eponym dieses Stammesbundes ist der legendäre Heerführer Oġuzhan.
Nach dem eineinhalb Jahrhunderte dauernden Bestand am Fluss Syrdarja und am Aralsee im heutigen Kasachstan zerfiel um 1050 die Herrschaft des Yabghu. Ein Teil der Clans konvertierte zum Islam und folgte den Seldschuken, die Persien und einen Großteil des islamischen Vorderasiens, später auch Anatolien eroberten und dort ein Reich begründeten. Zu diesen Gruppen gehörten auch die Vorfahren der Osmanen. Aus diesen Abwanderern sind die heutigen Türken und Aserbaidschaner hervorgegangen.
Arabische bzw. muslimische Quellen im Seldschukenreich benennen zum Islam konvertierte Oghusen, aber auch konvertierte Angehörige anderer türkischer Volksstämme تركمن / Türkmen. Türkmen ersetzte die Benennung Oġuz zur Zeit der Mongoleninvasionen (ab Mitte des 13. Jahrhunderts) vollständig. Diese arabischen Quellen erwähnen ab diesem Zeitpunkt nur noch Turkmenen und bezeichnen damit die islamisierten Oghusen. Moderne Autoren, wie Halil İnalcık, verwenden die beiden Begriffe Oghusen und Türkmenen synonym.
Dabei besteht die Möglichkeit, dass ursprünglich die beiden Namen verschiedene Volksgruppen bezeichnen. Bereits im 8. Jahrhundert erwähnen sogdische und chinesische Quellen mit den trwkkm'n (sogdisch) bzw. t'ê-chü-meng (chinesisch) in Transoxanien Gruppen, deren Namen als Türkmen gedeutet werden können. Auch Mahmūd al-Kāschgharī bezeichnet sowohl islamisierte Oghusen als auch islamisierte Karluken als Türkmen, so dass die Herkunft und ursprüngliche Bedeutung der Bezeichnung Türkmen unklar ist.
Die heutigen Turkmenen in Turkmenistan gehen dagegen mutmaßlich auf die Oghusen zurück, die damals am Aralsee geblieben waren. Sie wurden erst im Mongolenreich islamisiert und wanderten nach dessen Zerfall in ihr gegenwärtiges Siedlungsgebiet ein.

## Namensherkunft
Oğuz ist vermutlich von einer alttürkischen/prototürkischen Wortwurzel oğ bzw. uq abgeleitet, die eine Verwandtschaft andeuten soll. Andere Beispiele für daraus abgeleitete Worte sind die neutürkischen Begriffe oğul (der Nachwuchs, der Sohn), oğlan (der Junge, der Knabe; ursprünglich war dies der Plural von oğul), oğlaq (junge Ziege/junger Ziegenbock), oğuš/uğuš (Sippe, Stamm).
Somit wird Oğuz als „Stammesvereinigung, Clan, Sippe, Stamm, Stammesuntergruppe, Vereinigung verwandter Stämme/Clans“ gedeutet. Der Zusammenhang mit den Oguren (Namensgeber für die Oghurischen Sprachen), von denen in spätantiker Zeit byzantinische Autoren aus diesem Gebiet berichten, und bei denen eine ähnliche Namensherkunft vermutet wird, ist allenfalls hypothetisch. Auf eine solche Wortbedeutung deutet auch hin, dass bei (früheren) Erwähnungen des Namens Oghuz in alttürkischen (z. B. Orchon-Inschriften) und uigurischen Inschriften diesem oft ein numerisches Präfix vorgestellt wird, das die Anzahl der Untergruppen kennzeichnet, z. B. Üç-Oğuz (Die drei Stammesgruppen), Sekiz-Oğuz (Die acht Stammesgruppen), uighurischen Toquz-Oğuz (Die neun Stammesgruppen, die auch in islamischen Quellen erwähnt werden).
Der Zusammenhang zwischen diesen Gruppen und den Oghusen, die Gegenstand dieses Artikels sind, ist ungesichert und allenfalls hypothetisch, auch wenn einzelne islamische Quellen auch mutmaßlich Oghusen (Ghuzz) und Toquz-Oğuz (Toquzghuzz, im zeitgenössischen islamischen Schrifttum die übliche Bezeichnung der Uighuren) miteinander verwechseln.

## Die Oğuz und ihre Untergruppen
Raschid ad-Din berichtet, dass die Oğuz in zwei Subkonföderationen unterteilt waren: die Bozok und die Üçok. Mahmud al-Kashghari gibt eine leicht unterschiedliche Auflistung der Untergruppen der Bozok und der Üçok an. Ein weiterer wichtiger Autor ist Abu’l-Gazi, der in der Regel den Angaben von Raschid ad-Din folgt. Die Namen dieser Untergruppen sind noch heute als Orts- und als Personennamen über das ganze Gebiet vom Balkan über die Türkei und Iran bis nach Afghanistan verbreitet, das die Oghusen unter den Seldschuken und ihren Nachfolgern auf Siedlungs- und Eroberungszügen durchstreiften.

### Die Bozok
Die Bozok („Graue Pfeile“) bestanden aus folgenden Untergruppen:
- Kayı, Bayat, Alkaevli, Karaevli, Yazır, Döğer, Dodurga, Yaparlı, Afşar, Kızık, Begdili und Karkın

### Die Üçok
Die Üçok („Drei Pfeile“) bestanden aus folgenden Untergruppen:
- Bayındır, Beçenek, Çavuldur, Çepni, Salur, Eymür, Ulayundluğ, Yüreğir, İğdir, Büğdüz, Yıva und Kınık

Von den für die weitere Geschichte bedeutenden Dynastien führten sich die Seldschuken auf die Kınık, die Osmanen auf die Kayı und die Aq Qoyunlu auf die Bayındır zurück.

## Geschichte
Die Herkunft der Oghusen ist ungeklärt. Neben den seit dem 9. Jahrhundert bekannten Sitzen am Aralsee und Syrdarja findet man ein Volk dieses Namens in den alttürkischen Inschriften der Mongolei in der Nähe des Kerulen und der Selenga. Zur Zeit des Göktürkenreiches (6.–8. Jh.) taucht ihr Name wiederholt in der Geschichte auf, oft in Verbindung mit wechselnden Zahlwörtern, so meist als Toquz Oghuz (Neuner-Oghusen), Otuz Oghuz (Dreißiger-Oghusen), Sekiz-Oghuz (Achter-Oghusen) oder Üç Oghuz (Dreier-Oghusen). Unklar ist, inwieweit diese Gruppen ethnisch miteinander verbunden sind und ob der Bezeichnung Oghuz überhaupt eine (gemeinsame) ethnische Bedeutung zukommt. In den chinesischen Quellen sind die diversen Oghusen nicht mit Bezeichnungen identifizierbar. Ob sie mit den hier behandelten Oghusen etwas zu tun haben, ist ungewiss. Lediglich Ibn al-Athīr, ein Historiker des 12./13. Jahrhunderts, berichtet über die Herkunft der Ghuzz von Balch, sie seien in der Zeit des Kalifen al-Mahdi (775–785) von Osten gekommen, hätten den Islam angenommen und al-Muqannaʿ bei dessen Aufstand gegen den Kalifen unterstützt.
Erstmals werden die Oghusen im 9. Jahrhundert im Werk des Geographen Ibn Chordadhbeh als Ghuzz erwähnt. Die Toquzghuzz (Toquz Oghuz) erscheinen dagegen im Werk des arabischen Autors al-Masʿūdī 943 als Bewohner des Reichs der Uiguren von Chotscho.
Eine weitere Erwähnung des Namens der Oghusen sieht Milan Adamović in der Kültegin-Inschrift aus dem Jahr 732, in der als einer von zwei Mitgliedern der Gesandtschaft des Kaghans der On-Ok zu den Trauerfeierlichkeiten ein Oγuz Bilgä Tamγačï erwähnt wird. Er vermutet, dass sie aus den On-Ok hervorgegangen sind.
766 beseitigten die Karluken die Herrschaft der Türgesch über die On-Ok, die aus der Geschichte verschwinden. Stattdessen werden in dem folgenden Jahrhundert die Oghusen als westliche Nachbarn der Karluken erwähnt. Der oghusische Herrscher führte den Titel eines Yabghu, sein Stellvertreter den eines Külerkin. Der Ursprung beider Titel liege bei den Karluken.

### Oghusen und Seldschuken
Ab dem 9. Jahrhundert sind die Oghusen am Unterlauf des Syrdarja und in der Gegend nördlich des Aralsees beschrieben. Sie standen unter der Herrschaft eines Yabghu. Sie waren nur lose in tribalen Einheiten organisiert und lebten meist als viehzüchtende Nomaden. Es wird auch eine große Zahl von Händlern unter ihnen erwähnt. Hauptstadt war Yengi-Kent (heute „Yeni Kent“, türkisch für „Neue Stadt“). Weitere Städte in ihrem Gebiet waren Cend, Sabran, Atlih, Salic, Ordu und Balac.
Über ihre Geschichte ist nur wenig bekannt. Ihnen wird eine Rolle bei der Abdrängung der Petschenegen nach Osteuropa und im Zusammenwirken mit den Kiewer Rus an der Vernichtung des Reiches der Chasaren zugesprochen. Nach dem Ende des Chasarenreiches war der Weg für die Oghusen nach Westen frei. Um 1054 zog eine Gruppe der Oghusen (von den Byzantinern „Uzoi“ d. h. Uzen genannt) als Vorläufer der Kyptschaken auf den Balkan, wo sie 1065 vernichtet wurde.
Die Oghusen, die in den Grenzstädten Handel mit den Muslimen trieben, begannen allmählich den Islam anzunehmen, was offenbar zu gesellschaftlichen Erschütterungen und zum Verfall der Herrschaft des Yabghu führte. Das 10. Jahrhundert brachte den Aufstieg der Seldschuken. Stammvater war ein Söldnerführer mit dem Namen Duqaq mit dem Beinamen Temür-yalig (Eiserner Bogen), der im Chasarenreich berühmt geworden war. Sein Sohn Seldschuk war Sübaşı (Heerführer) und zunächst ein Vertrauter des Yabghu, bis er sich mit ihm überwarf. Um das Jahr 1000 floh Seldschuk nach Cend, trat zum Islam über und begründete seine eigene Herrschaft. Seine Enkel sicherten sich nach der Schlacht von Dandanqan 1040 die Herrschaft über Chorasan und gewannen die Herrschaft über die Länder des Kalifats. Diese Eroberungen lösten einen Zustrom von Oghusen nach Süden ein, wo die oft nur oberflächlich islamisierten Nomaden in ständigen Streit mit den sesshaften Bewohnern gerieten und örtlich zu einer Landplage wurden, gegen die die Seldschuken mit ihrer Armee dann zu Felde zogen.
Die Herrschaft des Yabghu ging unter und verschwand aus der Geschichte.